# Infierno, canto undécimo

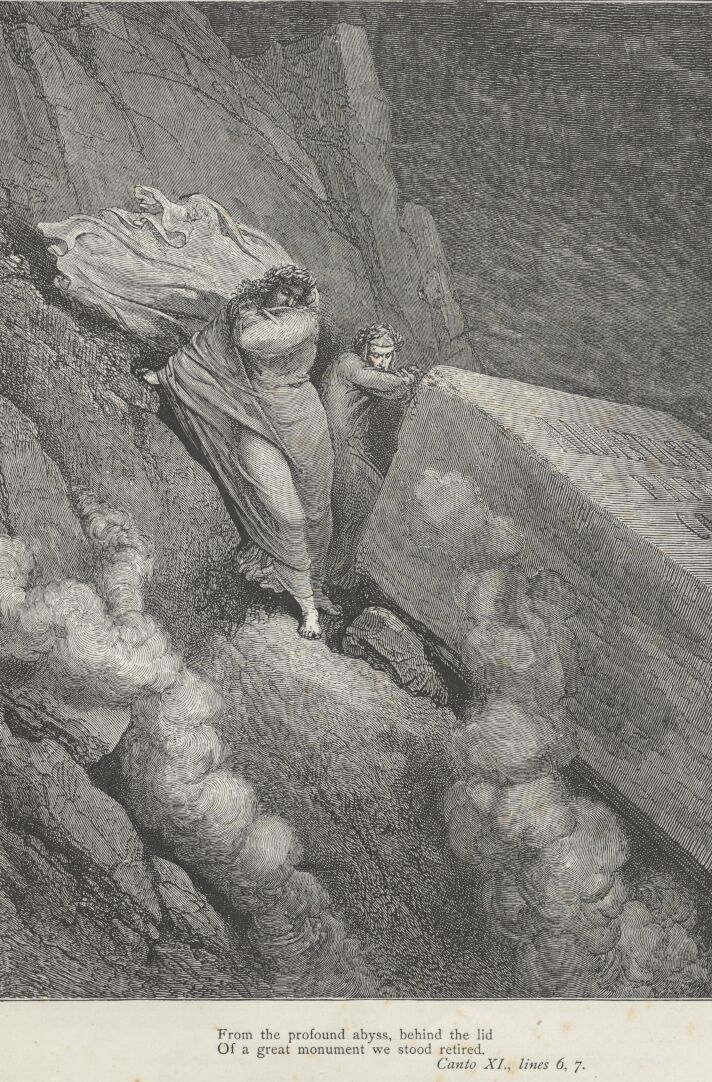
En la tumba del papa Anastasio, ilustración de Gustave Doré.

El canto undécimo del Infierno de Dante Alighieri se sitúa en el borde del sexto círculo, donde son castigados los herejes. Estamos en el alba del 9 de abril de 1300 (Sábado Santo), o según otros comentadores del 26 de marzo de 1301.
Este es el canto más breve de la Divina Comedia y es un canto doctrinal donde se explica la jerarquía de los pecados y su dislocación en el Infierno, pero, a pesar del argumento sin mucha acción, aquí también la construcción poética de Dante se manifiesta en toda su riqueza.

## Incipit
Canto undecimo, nel quale tratta de' tre cerchi disotto d'inferno, e distingue de le genti che dentro vi sono punite, e che quivi più che altrove; e solve una questione.

## Análisis del canto

### La tumba del Papa Anastasio - versos 1-12
Dante y Virgilio se encaminaron del círculo de los herejes al sucesivo. Ya al final del canto X se anticipaba la percepción de un hedor. Al principio del nuevo canto los dos poetas llegan a aproximarse al abismo infernal y el olor nauseabundo es así de fuerte que se retraen inmediatamente horrorizados. Este olor puede ser considerado el del círculo sucesivo, donde el río Flegetonte hierve de sangre. O también, en sentido más general, es el olor del bajo infierno, donde son castigados los peores pecados. En general, ya que Dante habla del profundo abismo, se retiene la segunda hipótesis como la válida.
Entonces los dos poetas se acercan a un sepulcro, donde Dante ve la lápida y recita:

A Anastasio Papa encierro,
a quien Fotino arrastró del camino recto.
vv. 8-9

Es decir "encierro al Papa Anastasio, corrompido por Fotino de Sirmio". Hasta aquí, la presencia del papa hereje está confiada a una simple encuadradura. 
En su condena Dante sigue el "Liber Pontificalis", el cual reporta una flaca biografía del papa enfatizando que el papa quiso estar de acuerdo con los herejes monofisistas (en particular con el diácono Fotino) sin el consejo de los obispos y de los otros religiosos de la curia, quedando así aislado. Dios entonces lo castigó, haciéndole evacuar los intestinos. Poco importa comentar que la figura de este papa se revaluó y el pasaje del Liber Pontificalis declarado espurio: es interesante notar aquí que en el Medioevo la tradición del liber era fuerte, bien conocida y no era puesta en discusión.
Virgilio dice entonces a Dante que es mejor esperar un poco de modo que la nariz se acostumbre al olor.

### Orden y distribución de los condenados en el infierno - vv. 16-90

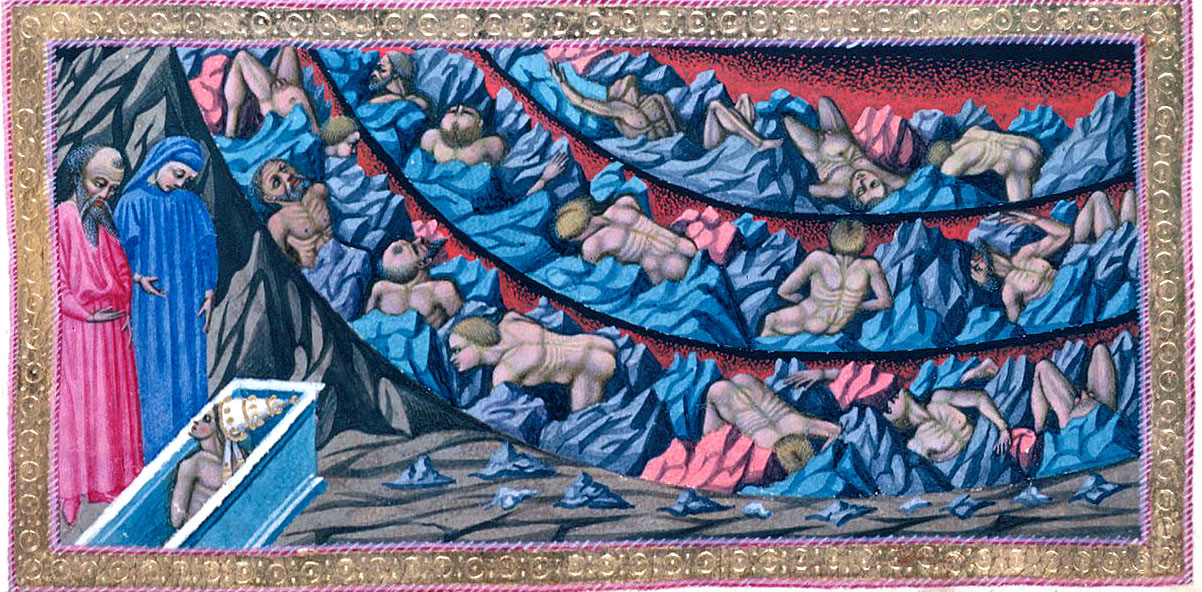
Priamo della Quercia, ilustración al Canto XI

Es Dante quien le propone a Virgilio decir algo interesante mientras esperan y el maestro, que ya estaba pensando, le empieza a hablar de los últimos tres círculos, de modo que, cuando bajen, a Dante sea suficiente un ojeada para entender penas y condenas, sin tener que alargarse en explicaciones. En seguido el discurso se alargará a todo el infierno, comprendido los círculos ya visitados.

Hijito mío, en medio de estas rocas,

comenzó a decir, hay tres menores círculos

de grado en grado, como los que has dejado.

Todos están llenos de espíritus malditos:

Pero para que después te baste la vista ,

entiende cómo y porqué están así circunscritos.
vv. 16-21

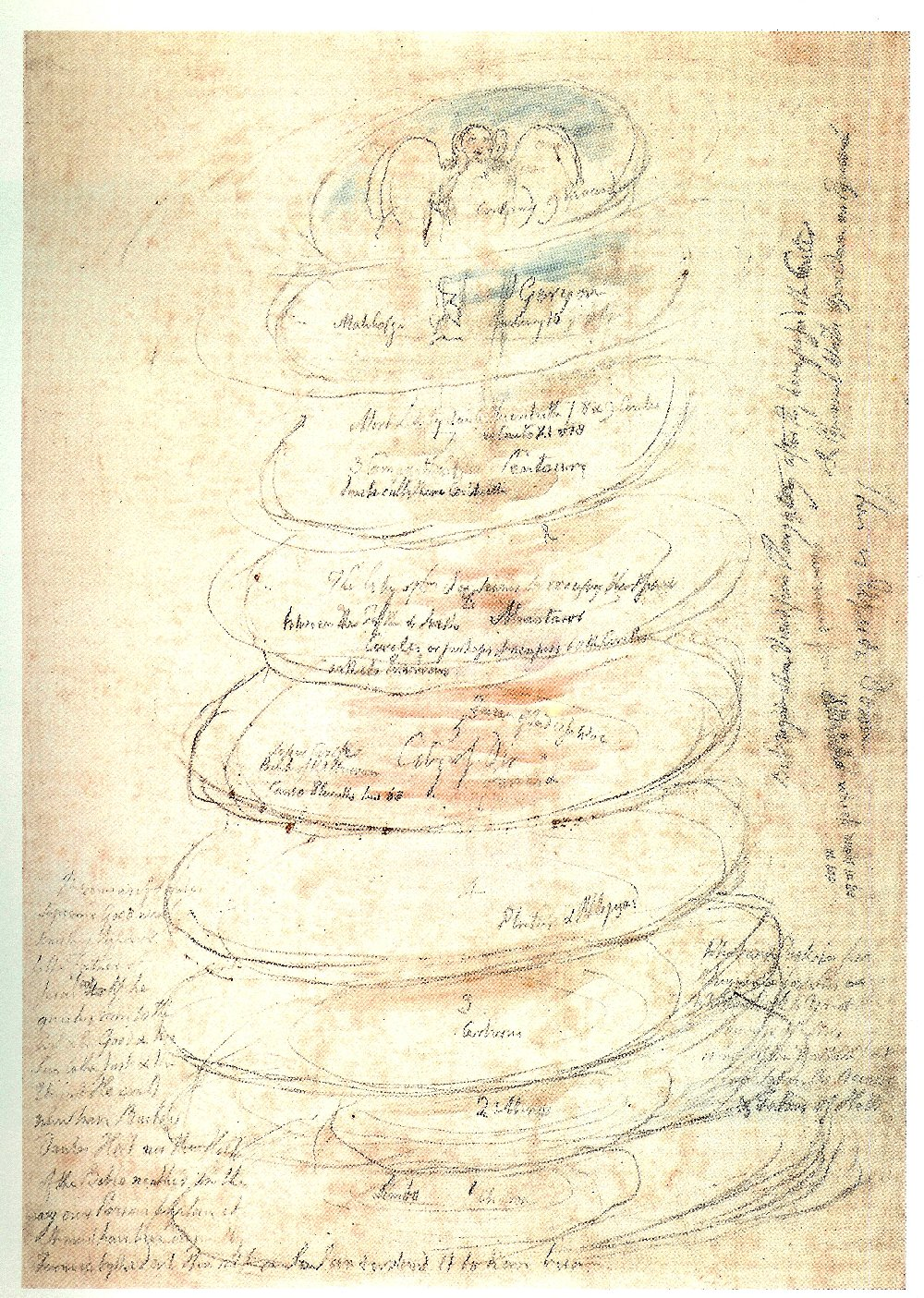
El esquema del Infierno, ilustración de William Blake

Virgilio comienza a hablar de los pecados de malicia, aquellos castigados dentro de los muros de Dite, y dice que esos son el resultado de la injuria hacia los otros. Para obtener esta injuria se puede recurrir al fraude o a la fuerza, la primera más grave que la segunda, por lo tanto castigada más abajo. El próximo círculo es en cambio ocupado por los violentos. En orden de gravedad:
1. Violentos contra los otros y las sustancias de los otros (tiranos, homicidas, secuestradores...)
2. Violentos contra sí mismos y contra la propia sustancia (suicidas y derrochadores)
3. Violentos contra Dios, la naturaleza y el arte (blasfemos, sodomitas y usureros)

Para cada uno de los tres pecados existe un subcírculo, en el cual son castigados con distinto grado o distinta pena las varias categorías. Los sodomitas son indicados como habitantes de Sodoma, mientras que los usureros de Cahors, que era sinónimo de ciudad de usureros.
En el verso 52 inicia el tema de los pecados ligados al fraude. Una primera distinción está ligada al fraude hacia los otros, que por naturaleza no deberían fiarse (y aquí Dante coloca tan solo ocho de los diez pecados castigados en el giro de los fraudulentos, dividido en Malebolge), y el fraude contra quien sí se fía, es decir verdaderas traiciones, que rompen no solo el vínculo natural de recíproca ayuda entre seres humanos, como los fraudulentos, sino que también aquella fe especial (entre parientes, amigos, compatriotas...) por eso es el pecado más grave que es castigado en el círculo más chico donde está Lucifer.
En este punto Dante pregunta porqué los pecadores de los giros precedentes (organizados según su pena) no están castigados dentro de la ciudad, ¿quizás porque no entren en el ámbito de la ira divina? La respuesta de Virgilio es más bien brusca: 

¿Por qué tanto delira,

dijo, el ingenio tuyo en contra de lo que suele?

¿O es que tu mente hacia otro lado mira?

¿No recuerdas las palabras

de las de tu Ética que a fondo trata

las tres disposiciones que rechaza el Cielo:

incontinencia, malicia y la bestialidad

demente? ¿y cómo incontinencia

menos ofende a Dios y menor censura gana?

Si observas bien esta sentencia,

y traes a la mente quienes son aquellos

que fuera de aquí sostienen penitencia,

bien verás porqué de estos felones

están separados, y porqué menos penosa

la divina venganza los martilla.
vv. 76-90

Si sobre malicia e incontinencia no hay dudas, más vago y objeto de disputas es el significado de la bestialidad. Para algunos ella indica la violencia (mientras malicia indicaría solo el fraude), otros la indican como la herejía, que no existía como pecado en la ética.
Igualmente quedarían excluidos los pecados de los indiferentes, de las almas del Limbo y, según algunas interpretaciones, justamente de los herejes: los relativos pecadores forman parte del anteinfierno o de los giros que están en el umbral de una parte del Infierno (Alto y Bajo Infierno), o quizás Dante quiso a propósito excluirlos del elenco, en cuanto pecados no activos, la cual negatividad estaría en el "no haber hecho".

### Consideraciones sobre la usura - vv. 91-115
Dante agradece calurosamente al maestro, pero pide otras explicaciones sobre el pecado de la usura. Virgilio continua citando la filosofía de Aristóteles donde es indicado, para quien lo puede entender, como la naturaleza tome su curso del intelecto divino y de su operador ("idea" y "acción"). Análogamente, en la Física de Aristóteles, se explica al inicio como también el trabajo humano se adecua al modelo divino: por lo tanto el enriquecimiento personal debe proceder del trabajo humano o de la creatividad de la inteligencia, como está escrito al inicio del Génesis. Cualquier otro modo, comprendido aquel de hacer plata de la plata misma, está en contra de la naturaleza y de Dios.
Está claro entonces como en el Medioevo la "usura" era considerada cualquier actividad bancaria, no solo el préstamo a tasas exorbitantes como lo entendemos hoy en día.
Llega por lo tanto el momento de seguir y Virgilio deja una nota horaria: los Peces se escurren fuera del horizonte y el Carro se encuentra en la zona del Coro (el maestral), es decir a noroeste. Los Peces son la última constelación a surgir antes que el sol, el cual surge con Aries, es decir son dos horas antes que el alba, las cuatro de la mañana. El pasaje para bajar está un poco más adelante y por lo tanto Virgilio da a entender que hay que apurarse.